# 土屋正備
土屋 正備（つちや まさよし）は、江戸時代中期の旗本。土屋家の第8代当主。

## 生涯
天明5年（1785年）10月6日、父正延の死後、28歳で伊予守を継ぎ、天明8年12月24日（1789年）に中奥番士となる。寛政3年（1791年）9月19日、江戸幕府11代将軍・徳川家斉の武術台覧において騎射を勤め、放鷹で鳥を射って時服三領を賑う。
寛政11年（1799年）1月11日に使番となり、12月18日に布衣の着用を許される。享和元年（1801年）11月28日に目付、文化3年（1806年）3月4日に佐渡奉行となる。文化6年（1809年）8月12日に禁裏付となり、この間に従五位下・筑後守に叙される。文政元年（1818年）4月24日に日光奉行、文政7年（1824年）8月28日に鑓奉行に就任。文政10年（1827年）11月26日、70歳にて没する。武術家肌の人物であった。屋敷は下谷藤堂殿脇。

## 知行所
- 相模国愛甲郡猿ヶ島村200石（現神奈川県厚木市）
- 下総国葛飾郡栗ヶ沢村104石（現千葉県松戸市）
- 下総国葛飾郡大谷口村236石（現千葉県松戸市）
- 下総国千葉郡中野村86石（現千葉県千葉市）
- 武蔵国横見郡地頭方村107石（現埼玉県比企郡吉見町地頭方）
- 常陸国鹿島郡武井村200石（現茨城県結城市）
- 武蔵国横見郡山野下村123石（現埼玉県比企郡吉見町山ノ下）

## 年表
- 1758年 - 誕生
- 1785年 - 家督知行約1000石を相続し伊予守を継ぐ
- 1789年 - 中奥番士（将軍直属の近習）に就任。
- 1791年 - 江戸幕府11代将軍・徳川家斉より時服三領を賑う。
- 1799年 - 使番となる。布衣の着用を許される。
- 1801年 - 目付に昇進。幕府の監察官として諸事を統制。
- 1806年 - 佐渡奉行に任じられ、鉱山・財政・治安を統治。
- 1809年 - 禁裏付（京都御所守護・朝廷との連絡役）となり、従五位下筑後守に叙される。
- 1818年 - 日光奉行東照宮や周辺社領・道路を管轄。
- 1824年 - 鑓奉行に就任。軍備・儀式に関与。
- 1827年 - 70歳で死去。